# Fluorometano
Fluorometano é o halometano de fórmula química CH3F. Também é conhecido como fluoreto de metila, Freon 41 (quando produzido pela DuPont), Halocarbon-41 e HFC-41. É um gás não tóxico, inflamável e passível de liquefação a temperatura e pressão padrões. O nome deriva do fato que é uma molécula de metano (CH4) com um átomo de flúor substituindo um dos átomos de hidrogênio.
É usado na produção de produtos semicondutores e eletrônicos. Na presença de um campo de rádio-frequência o fluorometano irá dissociar-se em íons fluoreto que seletivamente fresam quimicamente as películas de compostos de silício (fresagem por íon reativo).
Fluorometano tem um odor agradável de éter e é também narcótico em altas concentrações. É altamente inflamável e queima ao ar com evolução para fluoreto de hidrogênio altamente tóxico. A chama é incolor, similar ao álcool.
Energia de ligação de C-F é 552 kJ/mol e seu comprimento é 0,139 nm (tipicamente 0,14 nm). Sua geometria molecular é tetraédrica.
Sua capacidade térmica específica é Cp = 38.171 J.mol−1.K−1 a 25 °C. Ponto crítico do fluorometano é a 44.9 °C (318.1 K) e 6.280 MPa. O composto tem um potencial de aquecimento global de 97.

## Segurança
Fluorometano forma uma mistura explosiva com o ar. Devido à ausência de odor no ar a sua presença não é perceptível. São conhecidos efeitos tóxicos nos organismos.